# Paraletes pogo
Paraletes pogo är en spindelart som beskrevs av Miller 2007. Paraletes pogo ingår i släktet Paraletes och familjen täckvävarspindlar.
Artens utbredningsområde är Peru. Inga underarter finns listade i Catalogue of Life.